# Apostenus humilis
Apostenus humilis är en spindelart som beskrevs av Simon 1932. Apostenus humilis ingår i släktet Apostenus och familjen månspindlar.
Artens utbredningsområde är Frankrike. Inga underarter finns listade i Catalogue of Life.